# Brachyneurina angulata
Brachyneurina angulata är en tvåvingeart som beskrevs av Boris Mamaev 1967. Brachyneurina angulata ingår i släktet Brachyneurina och familjen gallmyggor. Inga underarter finns listade i Catalogue of Life.